# 1467 az irodalomban
Az 1467. év az irodalomban.

## Születések
- 1467 (vagy 1468) – Guillaume Budé (Budaeus) francia humanista, klasszika-filológus, a mai Collège de France elődjének „atyja”  († 1540)
- 1467 – Olmützi Ágoston cseh humanista, író, Csehország alkancellárja († 1513)